# Accent de hauteur
En linguistique, l’accent de hauteur, aussi appelé accent tonal (accent tonique est plus général), chromatique, mélodique, chantant est un relief tonal donné à une syllabe par une modification de la hauteur de la voix. Ce changement tonal sert à marquer une syllabe dans le mot, en lui donnant une proéminence, comme dans le grec ancien, les langues baltes (lituanien, letton), le serbo-croate, le slovène, le suédois, le norvégien, le japonais et quelques dialectes du basque. 
Malgré la similitude de termes, il ne s'agit pas du même phénomène que le ton et le tonème dans une langue à tons (appelée aussi une langue tonale). Dans une langue à tons, ce n'est pas une syllabe particulière qui est marquée comme proéminente, mais chaque lexème ou syllabe possède une mélodie tonale.